# Marcus Daly
Marcus Daly (5. prosinca 1841. – 12. studenog 1900.), američki biznismen irskog podrijetla. Bio je poznat kao jedan od triju "Kraljeva bakra".
Iselio je iz Irske u SAD u dobi od 15 godine, otišavši u New York City. 
Imutak je stekao kao vlasnik bakrenog rudnika u Montani, znanog kao bakreni rudnik Anaconda. 
U vrijeme kad je došao u grad Butte, bio je udružen s Georgeom Hearstom.  Uložio je nešto svog novca u farmu, koja je poslije proizvela Tammanya, za kojeg se govorilo da je najbrži konj na svijetu.
Osnovao je "Montana School of Mines", kasnije poznatu kao "Montana College of Mineral Science and Technology", ili skraženo Montana Tech.  
Dalyev kip stoji ispred glavnog ulaza u školu na zapadnom kraju Park Street-a u gradu Butteu, u američkoj saveznoj državi Montani.